# Pachnobia ochrops
Pachnobia ochrops là một loài bướm đêm trong họ Noctuidae.